# Скулкрафт (окръг, Мичиган)
Окръг Скулкрафт (на английски: Schoolcraft County) е окръг в щата Мичиган, Съединени американски щати. Площта му е 4880 km², а населението - 8903 души (2000). Административен център е град Манистик.